# Riserva naturale del Sochondo
La riserva naturale del Sochondo (in russo Сохондинский заповедник, Sochondinskij zapovednik) è una zapovednik (riserva naturale integrale) russa situata nella parte meridionale della Siberia orientale, 25 km a nord del confine con la Mongolia. È sede della sorgente dell'Amur più distante dalla foce ed è centrata sul massiccio del Sochondo (2508 m), nel settore più elevato dell'altopiano Chėntėj-Daur della catena montuosa dei Chėntėj. Il massiccio del Sochondo ha due sommità (il Grande e il Piccolo Sochondo) ed è un antico vulcano. All'interno della riserva si trovano anche numerosi laghi di origine glaciale. Nel 1985 Sochondo venne dichiarata riserva della biosfera ai sensi del Programma sull'uomo e la biosfera (MAB) dell'Unesco. La riserva è ripartita tra i rajon di Krasnyj Čikoj, Kyra e Ulëty del territorio della Transbajkalia.

## Geografia
La riserva del Sochondo si trova in una zona montuosa della Transbajkalia (la regione ad est del lago Bajkal). Il dislivello tra le due vette principali (il Grande e il Piccolo Sochondo) è di appena 100 metri, ma esse sono separate da fiumi e valli. A sud-est del massiccio del Sochondo si trova la depressione di Altan-Kyra, un'area caratterizzata da un paesaggio di steppa mongola. Le montagne del Sochondo si trovano sullo spartiacque continentale tra i bacini idrografici del Pacifico e del Mar Glaciale Artico: alcuni fiumi confluiscono nell'Enisej a nord, altri nell'Onon, uno degli affluenti principali dell'Amur, ad est. Sochondo si trova a poca distanza dal parco nazionale Onon-Balž in Mongolia.

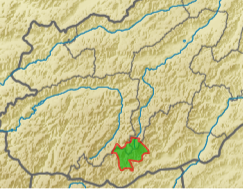
La zapovednik del Sochondo (in verde), a sud-est del lago Bajkal.

## Clima
Sochondo si trova nell'ecoregione della foresta di conifere della Transbajkalia, una regione di vaste foreste di conifere, principalmente di larice della Dauria, estesa attraverso le montagne e le colline ad est e a sud-est del lago Bajkal.
Il clima di Sochondo è di tipo subartico con inverni secchi (Dwc secondo la classificazione dei climi di Köppen). Questo clima è caratterizzato da estati miti (solo 1-3 mesi con temperature superiori ai 10 °C) e inverni freddi, con precipitazioni mensili inferiori a un decimo di quelle del mese estivo più piovoso.

## Flora e fauna
Sochondo si trova nella fascia di transizione dove si incontrano due zone biogeografiche: la taiga della Siberia orientale e la steppa mongolo-manciuriana. Qui prevale di gran lunga la prima, in quanto l'85% della riserva è ricoperta da foreste. Nella taiga «chiara» prevalgono il larice (Larix gmelinii) e il pino (Pinus sylvestris), in quella «scura» (1600-1800 metri) il cedro (Pinus sibirica), l'abete rosso (Picea obovata) e l'abete (Abies sibirica). Nella fascia forestale superiore fino all'85% del suolo è ricoperto di muschi. Alle quote più elevate la vegetazione è quella della tundra di montagna, con arbusti di pino mugo (Pinus pumila). Tra le due fasce altitudinali si trova una zona di prati alpini. Tra le specie di arbusti è comune il rododendro della Dauria. Gli scienziati della riserva hanno registrato oltre 1000 specie di piante vascolari.
Il predatore di gran lunga più comune nel territorio è lo zibellino, presente entro i confini della riserva con una densità più elevata rispetto alle aree circostanti. Ad esso seguono la donnola, l'ermellino, il lupo e una dozzina di altri predatori. Il territorio ospita un numero significativo di ungulati: wapiti, alci, moschi e caprioli siberiani. Gli scienziati hanno registrato 276 specie di uccelli, di cui 168 nidificanti.

## Turismo
Trattandosi di una riserva integrale, la riserva del Sochondo è per lo più chiusa al pubblico, anche se gli scienziati e coloro mossi da scopi di «educazione ambientale» possono prendere accordi con la direzione del parco per effettuare visite. Tuttavia, nella riserva ci sono nove sentieri «ecoturistici» aperti al pubblico, ma è necessario richiedere dei permessi da ottenere in anticipo. La sede principale si trova nel villaggio di Kyra.